# Alois Wagner
Alois Wagner (ur. 20 marca 1924 w Leopoldschlag, zm. 25 lutego 2002 w Linzu) – austriacki duchowny rzymskokatolicki, arcybiskup tytularny, wiceprzewodniczący Papieskiej Rady Cor Unum, dyplomata papieski.

## Biografia

### Młodość i prezbiteriat
Był synem rolnika. Od 1936 uczył się w katolickim College Petrinum w Linzu, a po zlikwidowaniu tego liceum przez narodowych socjalistów w 1938 w liceum w Ried im Innkreis, gdzie w 1944 zdał maturę. Po maturze został wcielony do Wehrmachtu. Walczył w Normandii, gdzie dostał się do brytyjskiej niewoli. Zwolniony w sierpniu 1946, powrócił do Austrii i wstąpił do seminarium duchownego w Linzu. W 1947 przeniósł się na studia na Papieskim Uniwersytecie Gregoriańskim w Rzymie. 10 października 1952 w Rzymie otrzymał święcenia prezbiteriatu i został kapłanem diecezji Linz. 6 maja 1955 obronił pracę dyplomową na Gregorianie.
Po studiach powrócił do diecezji Linz, gdzie prowadził pracę duszpasterską w parafiach. Pracował również jako katecheta szkolny. 1 września 1958 został diecezjalnym duszpasterzem katolickiej młodzieży wiejskiej, a 1 lipca 1960 diecezjalnym duszpasterzem młodzieży. Od 1962 do 1970 wykładał teologię pastoralną w Kolegium Filozoficzno-Teologicznym w Linzu. W 1968 był inicjatorem utworzenia Austriackiej Służby Rozwoju (ÖED), której zadaniem jest świadczenie pomocy dla krajów Trzeciego Świata.

### Episkopat
1 września 1969 papież Paweł VI mianował go biskupem pomocniczym diecezji Linz oraz biskupem tytularnym siccennańskim. 26 października 1969 w katedrze w Linzu przyjął sakrę biskupią z rąk biskupa Linzu Franza Salesa Zaunera. Współkonsekratorami byli biskup Tororo James Odongo oraz ordynariusz polowy Austrii bp Franz Žak.
Należał do liberalnego skrzydła Kościoła. Odegrał ważną rolę na synodzie diecezjalnym w Linzu w latach 1970–1972, na którym wprowadzano posoborową reformę Kościoła. Od 1 sierpnia 1973 był wikariuszem generalnym diecezji Linz. W Konferencji Episkopatu Austrii odpowiadał za pomoc rozwojową i duszpasterstwo.
12 października 1981 papież Jan Paweł II mianował go wiceprzewodniczącym Papieskiej Rady Cor Unum (odpowiedzialnej za katolickie dzieła charytatywne). Jego nominacja była zaskoczeniem, gdyż był uznawany za pewnego kandydata na wakujące od 1980 stanowisko biskupa Linzu. Krążyły wówczas niepotwierdzone plotki, iż nominacja ta została zablokowana przez środowiska konserwatywne z powodu zbyt liberalnych poglądów bpa Wagnera.
1 października 1992 został dodatkowo mianowany stałym obserwatorem Stolicy Apostolskiej przy ONZ ds. Wyżywienia i Rolnictwa oraz awansowany na arcybiskupa tytularnego z zachowaniem dotychczasowej stolicy tytularnej. Na tym stanowisku prowadził kampanię zwiększającą świadomość głodu na świecie, krytykował dyktaturę bogatszych krajów o gospodarce rynkowej oraz wypowiadał się krytycznie o liberalno-kapitalistycznej strukturze gospodarki wolnorynkowej.
8 lipca 1999, w związku z osiągnięciem wieku emerytalnego, odszedł z obu zajmowanych stanowisk. Emeryturę spędził w rodzinnych stronach, gdzie do końca życia był aktywnym duszpasterzem. Zmarł 25 lutego 2002 na nowotwór.